# Elżbieta Murawska
Elżbieta Murawska (ur. 27 lipca 1938 roku w Krakowie) – polska ilustratorka książek, graficzka, malarka, a także prezes firmy farmaceutycznej Krotex Pharm Sp.z.o.o Sp.k.

## Życiorys
W 1961 roku ukończyła studia na warszawskiej Akademii Sztuk Pięknych, broniąc dyplom na Wydziale Grafiki, w pracowni prof. Henryka Tomaszewskiego. Po studiach zajęła się ilustrowaniem książek, współpracując z wydawnictwem Nasza Księgarnia, wydawnictwem: Ruch, Krajową Agencją Wydawniczą, Państwowym Instytutem Wydawniczym i Ludową Spółdzielnią Wydawniczą. W latach 1973–1981 została naczelnym grafikiem Działu Literatury Pięknej w Ludowej Spółdzielni Wydawniczej. Następnie w latach 1981–1988 pracowała jako naczelny grafik Wydawnictwa dla Dzieci i Młodzieży, Krajowej Agencji Wydawniczej. W 1992 roku objęła stanowisko dyrektora do spraw reklamy i grafiki w firmie KP. Od 1993 roku pracuje jako naczelny grafik w czasopiśmie Sycyna.

## Zilustrowane książki (wybrane)
Elżbieta Murawska zilustrowała około stu książek. Ilustrowała głównie utwory poetyckie i baśniowe. Są to m.in.:
- Ci z dziesiątego tysiąca Jerzy Broszkiewicz. Warszawa: Nasza Księgarnia, 1965.
- Gdyby, gdyby Joanna Kulmowa. Warszawa: Nasza Księgarnia, 1969.
- Pokój z kukułką Józef Ratajczak. Warszawa: Nasza Księgarnia, 1967.
- Mocarni czarodzieje. Baśnie rosyjskie Aleksander Barszczewski. Warszawa: Ludowa Spółka Wydawnicza, 1976.
- W gospodzie u Wodnika Jan Drdy. Warszawa: Krajowa Agencja Wydawnicza, 1977.
- Baśnie Bracia Grimm. Warszawa: Ludowa Spółka Wydawnicza, 1979.

## Nagrody i wyróżnienia
Otrzymała wiele nagród i wyróżnień, wśród nich takie jak:
- Wyróżnienie za Dziecko w poezji polskiej przyznane w 1965 roku,
- Brązowy medal za książkę Wio, Leokadio Joanny Kulmowej, przyznany na IBA Lipsk w 1965 roku,
- Złote Jabłko na Biennale Ilustracji, za ilustracje do Podmuchu malowanego wiatru Wiktora Woroszylskiego, przyznane w 1967 w Bratysławie,
- Złoty medal za ilustracje na Biennale, przyznany w 1967 roku w São Paulo,
- Nagroda PTWK Najpiękniejsze Książki Roku za opracowanie graficzne książki Podróż w zaświaty Jana Kupca, przyznana w 1976 roku,
- Nagroda PTWK za wysoki poziom artystyczny i edytorski książek Ludowej Spółki Wydawniczej, przyznana w 1978 roku,
- Nagroda Prezesa Rady Ministrów za twórczość dla dzieci, przyznana w 1978 roku,
- Złota Plakieta na Biennale Ilustracji Bratysława za ilustracje do Baśnie Braci Grimm, przyznana w 1983 roku,
- Złote Koziołki na Biennale Ilustracji w Poznaniu za ilustracje do Baśnie Braci Grimm przyznane w 1984 roku,
- Nagroda Prezesa Rady Ministrów za twórczość dla dzieci, przyznana w 1988 roku,
- Nagroda Premio Europeo za ilustracje do Królowej Niewidzialnych Jeźdźców Marty Tomaszewskiej, przyznana w Padwie, w 1990 roku,
- Nagroda Krytyków Sztuki za ilustracje do książki O królewnie zaklętej w żabę i inne baśnie Antoniego Glińskiego, przyznana w 1991 roku,
- Nagroda krytyków na Biennale w Brnie za ilustracje do O królewnie zaklętej w żabę, przyznana w 1992 roku,
- Medal na Biennale Grafiki w Brnie za ilustracje do Podróż w zaświaty, przyznany w 1993 roku,
- Medal IBBY za całokształt twórczości w dziedzinie grafiki oraz ilustracji książkowej, przyznany w 2008 roku[1].